# قلعه ایوامورا
قلعه ایوامورا (به ژاپنی: 岩村城 Iwamura-jō) در منطقه جنوب شرقی ولایت مینو در ژاپن واقع شده بود. خرابه‌های آن را می توان در شهر امروزی ایوامورا در بخش انا، گیفو، استان گیفو یافت.